# Netvlies
Het netvlies of de retina is het sterk doorbloede lichtgevoelige 'scherm' achter in het oog en bestaat uit lichtgevoelige cellen.
Het netvlies ligt binnen en achter in het oog en bestaat uit circa 126 miljoen zintuigcellen. Deze cellen vangen het licht dat in het oog binnenkomt op. Ze zijn onder te verdelen in kegeltjes en staafjes. De kegeltjes zijn bezet met pigmentmoleculen en dienen om kleurverschillen waar te nemen, de staafjes dienen om het verschil tussen licht en donker te kunnen maken. Bij voldoende licht kijken we met het centrale punt op ons netvlies, de macula lutea of gele vlek, waar de meeste kegeltjes zitten. In omstandigheden met onvoldoende licht kijken we iets naast dit centrale punt, waar zich meer staafjes en minder kegeltjes bevinden. Sommige diersoorten hebben een reflecterende laag, tapetum lucidum, vlak achter of soms zelfs nog in het netvlies zodat licht dat al door het lichtgevoelige deel van het netvlies is gevallen wordt teruggekaatst. Op deze manier verbetert het zicht in schemerige omstandigheden.
Wanneer de vergelijking met fotografie getrokken wordt, is het netvlies het scherm waartegen de beelden worden geprojecteerd.
In een recent Amerikaans onderzoek werd een vergelijking met digitale signalen gemaakt. De bandbreedte van het menselijk netvlies bleek 8,75 megabit per seconde te bedragen en dat van een cavia, een nachtdier, 875 kilobit per seconde.

## Anatomie van het netvlies
De belangrijkste structuren die te zien zijn op het netvlies zijn de:
- Gele vlek of macula lutea, een gebied van circa 5,5 mm in het centrale deel van het netvlies. Het centrale deel van de macula vertoont een soort afvlakking met een diameter van 1,5 mm, wat de fovea centralis wordt genoemd.[5]
- De blinde vlek, papil op de kop van de oogzenuw en de daaruit komende bloedvaten
- De netvliesaders en -slagaders die via het vaatvlies het netvlies van voeding en afvoer van afvalstoffen voorzien. Er zijn vier aanvoerende slagaders en vier afvoerende venen. De hoofdslagader waar de vier slagaders in samenkomen heet de arteria centralis retinae, de hoofdader waar de vier aders samenkomen heet de vena centralis retinae.[5]

Celtypen in de lagen van een netvlies van zoogdieren –
R: staafjes, C: kegeltjes,
H: horizontale cel, Bi: retina bipolaire cel,
A: amacriene cel (interneuron), G: ganglioncel,
GC: ganglioncellaag.
(Het licht valt van onderaf.)

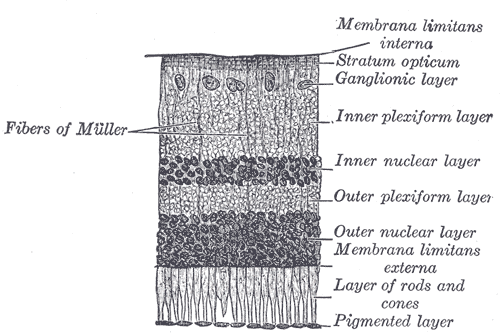
De lagen van het netvlies

Het netvlies bestaat uit een aantal verschillende lagen, van binnen, van het glasachtig lichaam naar buiten, de kant van het vaatvlies, gezien zijn dit:
1. stratum limitans internum 
 Het is de grens tussen het netvlies en het glasvocht en de basale membraan van de müllerse cellen, bestaande uit collageenvezels, glycosaminoglycanen, lamatine en fibronectine. Deze laag wordt vaak operatief verwijderd, bijvoorbeeld bij een epiretinale membraan of een maculagat.
2. zenuwvezellaag, stratum neurofibrarum 
 de axonen van de ganglioncellen
3. laag met ganglioncellen, stratum ganglionicum
4. binnenste plexiforme laag, stratum plexiforme internum 
 met dendrieten van de ganglioncellen
5. binnenste nucleaire laag, stratum nucleare internum
6. buitenste plexiforme laag, stratum plexiforme externum
7. buitenste nucleaire laag, stratum nucleare externum of laag van Henle
8. stratum limitans externum 
 de overgang van de binnenste segmenten met de cellen van Müller
9. laag met fotoreceptoren 
 Deze laag met lichtgevoelige cellen bestaat uit kegeltjes en staafjes en wordt ook de neurosensorische retina genoemd.
10. retinaal pigmentepitheel 
 Het retinaal pigmentepitheel is de gepigmenteerde laag cellen die het netvlies van voedingsstoffen voorziet en licht absorbeert. De RPE-cellen bestaan uit melanosomen, die bestaan uit melanine, wat het blauwe licht meer absorbeert dan het rode licht.
11. membraan van Bruch 
 functioneert als een transportroute voor de stofwisseling

Achter het netvlies liggen het vaatvlies, choroidea en de sclera.

## Oogspiegel
Het optische systeem van het oog werkt als een retroreflector, dat wil zeggen dat het invallende licht in dezelfde richting wordt teruggekaatst. Het teruggekaatste licht is normaal dan ook niet zichtbaar. Een oogarts die het netvlies inspecteert gebruikt daarvoor een oogspiegel of oftalmoscoop, waarmee het mogelijk is door of vlak langs de gebruikte lichtbron te kijken. De arts druppelt om beter te kunnen zien atropine in het oog waardoor de iris tijdelijk wordt verlamd en de pupil wijd open staat. Het netvlies licht dan rood op, doordat het sterk doorbloede vaatvlies, chorioides, door het netvlies heenschijnt. Het netvlies is de enige plek in het lichaam waar bloedvaten onbelemmerd zichtbaar zijn.
Om het netvlies nauwkeuriger te onderzoeken wordt een externe lens op de oogbol gezet. De patiënt krijgt enkele minuten vooraf oogdruppels die het oog verdoven en die de pupil verwijden door de musculus sphincter pupillae te verlammen en de musculus dilatator pupillae te stimuleren.

## Rode ogen
Fotografeert men een persoon of zoogdier met behulp van een flitser, dan ontstaan er vaak rode ogen: het rode-ogeneffect. Het fototoestel ziet het netvlies van het oog als ware het een oogspiegel voor flitslicht. De pupil staat namelijk bij gedempt licht wijd open en kan zich niet zo snel aan het felle flitslicht aanpassen. Het probleem is op een aantal manieren te voorkomen: door een paar keer vooraf te flitsen, waardoor de pupillen zich enigermate sluiten, door de flitser niet vlak bij de camera te plaatsen of door indirect te flitsen, bijvoorbeeld via een lichtgekleurd plafond.

## Pathologie van het netvlies
Er bestaan verschillende soorten oogziekten die invloed hebben op de gezondheid van het netvlies:
- maculagat, mogelijk het gevolg van vitreomaculaire tractie
- glasvochttroebeling
- commotio retinae
- netvliesscheur of ablatio retinae
- choroïdearuptuur, scheur in het vaatvlies
- macula-oedeem
- schade door een laserpen
- degeneratie

### Netvliesscheur
Het menselijk oog, de oogbol, is bij bijziende mensen langwerpig uitgetrokken. De bijziendheid is een gevolg van die vervorming: het beeld wordt vóór het netvlies gevormd. Bij zulke mensen moet de gel van het glasachtig lichaam dat de oogbol vult, meerekken. Bovendien krimpen de eiwitten hierin na verloop van tijd, waardoor ze soms door de patiënt als wazige vlokjes, als zwarte vlekjes of vliegjes kunnen worden waargenomen. Het glasachtig lichaam zit vooral perifeer en centraal aan het netvlies vast, zodat vooral hier scheurtjes kunnen ontstaan. Het is altijd verstandig om een oogarts te consulteren bij acuut ontstaan van zwarte vlekjes, een zwarte vlek in het centrum of lichtflitsen in het oog. De ernst van de situatie en de toestand van het oog, van het netvlies en glasvocht, bepalen of laseren gewenst is. Bij deze ingreep kan met behulp van een medische laser het volledig loskomen van het netvlies worden voorkomen door het bijna pijnloos aanbrengen van brandpunten op het netvlies, dat vervolgens door littekenvorming wordt vastgezet. Wordt dit niet op tijd gedaan, of wordt er onvoldoende littekenweefsel gevormd, dan kan het netvlies loslaten, ablatio retinae, met onmiddellijke blindheid als gevolg. Een spoedoperatie is dan nodig, maar het is onvermijdelijk dat het netvlies blijvende schade heeft opgelopen.

## Ontwikkelingsgeschiedenis
Het netvlies ontwikkelt zich uit de hersenen en bevat zenuwcellen. Anders gezegd, het netvlies is een deel van de hersenen. Dat betekent, aangezien zenuwcellen vrijwel niet regenereren, dat schade aan het netvlies onherstelbaar is. Een transplantatie van het netvlies, laat staan van hele ogen, wat in het verleden wel geprobeerd werd, leidt dan ook niet tot bruikbare resultaten.